# خبرگزاری وفا
خبرگزاری فلسطینی وفا یا وکالة الأنباء الفلسطینیة (انگلیسی: Wikalat al-Anba al-Filastinija) (مخفف انگلیسی: WAFA)، خبرگزاری رسمی تشکیلات خودگردان فلسطین است.
تاریخچه این خبرگزاری به ۵ جون ۱۹۷۲ بازمی‌گردد که سازمان آزادیبخش فلسطین در آن زمان تصمیم به تأسیس این خبرگزاری گرفت و بعداً به تشکیلات خودگردان فلسطین منتقل شد.
خبرگزاری فلسطینی وفا، عضو اتحادیه خبرگزاری‌های کشورهای عرب (فانا) است.